# 반송층군
대동 누층군 반송층군(Daedong supergroup Bansong formation, 盤松層) 또는 반송층은 대한민국 강원특별자치도 영월군에서 충청북도 단양군까지 각동 스러스트 단층의 하반을 따라 북동-남서 방향으로 분포하는 중생대 쥐라기 대동 누층군의 하위 지층이다.

## 개요
반송층군은 일제 강점기 야마나리 후지마로(山成不二麿, 1926)에 의해 처음 명명되었다. 반송층군은 밑에서부터 기저 역암층인 사평리층과 현천리층, 덕현리층으로 구성된다. 이들 지층은 사암과 셰일, 이암으로 구성되며 수 매의 무연탄이 협재되고 일부 지역에서는 화산쇄설암이 산발적으로 나타난다. 반송층군의 전체 두께는 300 m 이상이다. 반송층은 조선 누층군 및 평안 누층군 홍점층 상위에 대개 경사 부정합으로 놓이나 단양군 단성면 하방리~심곡리 지역에서는 반송층 하부가 조선 누층군 및 평안 누층군과 정단층으로 접하고 있다.
경상북도 문경탄전 지역에 분포하는 대동 누층군을 반송층군에 포함시키는 연구들도 있으나 공간적 분포 및 층서가 달라 이는 단산층군으로 따로 분류된다.

### 지질시대
타츠아키 기무라와 김봉균(1984)은 단양탄전 지역 반송층군에서는 퇴적시기를 특정할 수 있는 화석의 산출이 미약하다고 하였으나, 이후 단양탄전 지역의 반송층에서 나온 식물화석에 근거해 반송층군의 지질시대는 트라이아스기~쥐라기로 해석된다.
Han et al. (2006)은 영월군 지역에서 공수원 스러스트 단층 하반에 분포하는 반송층군 내 응회암에 대해 187.2±2 Ma (중생대 쥐라기 전기 플리엔스바치안)의 가중평균연령을 보고하고 이를 퇴적 시기로 해석하였다. 전희진 외(2007)은 영월군 반송층군 내 응회암의 U-Pb 연대측정 결과 가장 젊은 가중평균연령 185±10 Ma (쥐라기 전기 플리엔스바치안~중기 알레니안), 단양군 영춘면 지역 반송층군 내 응회암에서 177~163 Ma (쥐라기 전기 토아르시안~중기 칼로비안) 범위의 U-Pb 연대를 보고하였다.

### 퇴적환경
반송층군은 식물 화석과 무연탄의 산출로 육성 환경에서 퇴적된 것으로 해석된다. 사평리 역암층 하부에 발달하는 응회질사암은 유심이 얕고 유속이 빠른 판상류(Sheet flow)에 의해 퇴적된 것으로 해석된다. 이외에 사암, 이암, 셰일 등은 저탁류, 호성층, 하천 퇴적물, 범람원 등의 퇴적환경이 제시되었다.
최현일(1990)은 반송층군이 퇴적되기 전과 퇴적되는 동안 많은 단층이 발달했으며 이때 생긴 단층은 북북동-남남서 방향의 구조적 분지(trough)를 형성하였고 여기에 반송층군이 퇴적된 것으로 해석하였다.

## 지역별 지질
반송층은 대개 북서쪽으로 경사져 있으나 곳곳에서 습곡을 형성하며 단층으로 인해 주향 방향으로 잘려나갔거나 중첩 내지 반복되기도 한다. 특히, 1990년의 조사 당시 적성면 애곡리 지역의 반송층 상부에서 그 축면이 북서쪽으로 경사진 등경향사(isoclinal syncline)가 확인되었다. 또한 가곡면 향산리와 영춘면 사지원리 지역에서 충상단층에 의해 반송층이 중첩 분포되어 있음이 확인되었다.
반송층은 태백산지구지하자원조사(1962)에서 하부의 역암층원과 상부의 사암-셰일층원으로 구분되었으나, 단양 지질도폭(1967)에서는 그냥 반송층으로 구분하였다. 정창희(1971)는 반송층군을 밑에서부터 사평리층, 현천리층, 덕천리층으로 구분하였고 그 이후의 연구들은 모두 반송층군을 밑에서부터 사평리 역암(층), 현천리층, 덕천리층으로 구분하고 있다.

### 영월군

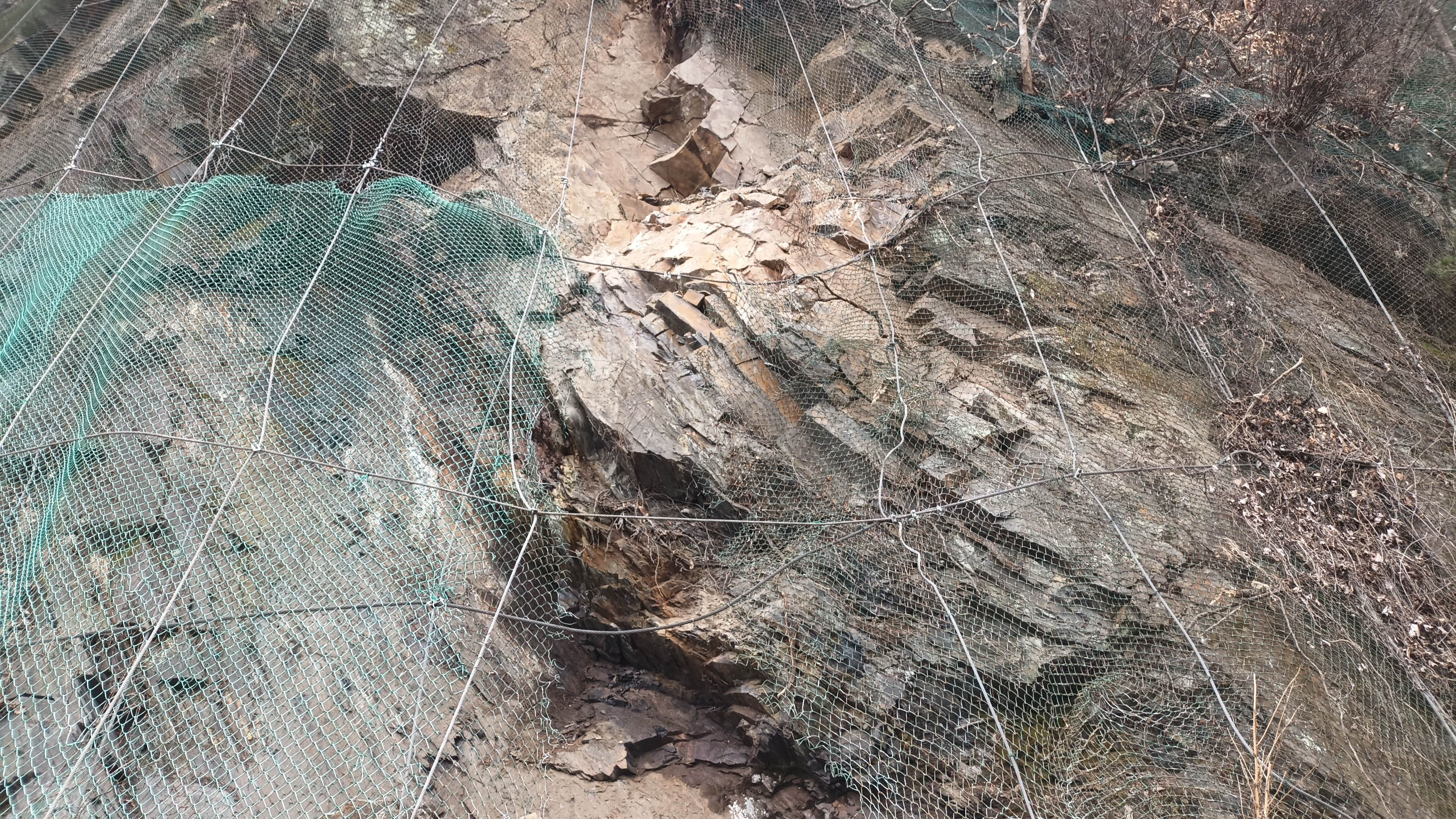
영월군 영월읍 연하리, 국도 제38호선 반송터널 북쪽 영월로 도로변의 반송층 노두

영월군 내에서 반송층군은 영월읍 동부 삼옥리와 연하리 등지에 소규모 분포한다. 반송층군은 각동 스러스트 단층과 공수원 스러스트 단층의 하반에 존재하는 전기 쥐라기 동안의 조산성 퇴적물(synorogenic sediment)로, 공수원 스러스트 단층의 하반에 나타나는 두께 약 350 m의 반송층군은 서쪽으로 공수원 스러스트 단층와 접하고 동쪽으로 평안 누층군 위에 부정합으로 놓인다. 각동 스러스트 단층의 하반에 나타나는 반송층군은 두께가 약 180 m 정도로 조선 누층군 영월층군 위에 부정합으로 놓인다. 반송층군은 각력암, 역암, 사암 및 셰일을 포함한다.

### 사평리 역암층
사평리층(沙坪里層, Sapyeongri Formation) 또는 사평리 역암층(沙坪里 礫巖層, Sapyeongri Conglomerate)은 대동 누층군 반송층군의 최하부 지층으로 평안 누층군과 조선 누층군을 부정합으로 덮으며 주로 역암으로 구성된다.
정창희(1971)에 의하면 사평리층은 장경 10~40 cm, 최대 80 cm 크기의 원형 자갈과 사질의 기질을 가지며 곳에 따라 역질사암, 사암으로 변하거나 셰일을 협재한다. 역(礫)은 규암이 대부분이고 화강암, 사암, 셰일, 석회암도 있다. 지층의 두께는 최대 300 m이다.
박수인과 정창희(1975)에 의하면 사평리 역암층의 역(礫)은 대개 아원상이고 주로 규암, 사암으로 구성되며 기원 암석은 조선 누층군 및 평안 누층군으로 추정된다. 또한 석회암력(礫)에서 오르도비스기와 석탄기의 코노돈트와 금천층에서 유래한 것으로 추정되는 방추충 화석이 산출되었다. 사평리 역암층의 퇴적 환경은 호성 환경이다.
정창희와 박수인(1979)은 사평리층 역암의 석회암력(礫)에서 Ozawainella paratingi, Pseudostaffella gorskyi, Pseudostaffella kimi, Pseudostaffella dogensis, Neostaffella sphaeroidea cuboides, Neostaffella hanensis, Neostaffella papilioformis? Beedeina sp. 등의 방추충 화석이 발견되었으며, 이들 화석의 지질시대는 석탄기 모스크바절(Moscovian)이고 삼척탄전 및 단양탄전의 만항층과 금천층에서 산출되는 방추충과 동일한 종이다. 사평리층의 퇴적물 일부는 평안 누층군 만항층과 금천층에서 유래되었음이 밝혀졌다.
최현일(1990)에 의하면 단양읍 상진리 건너편 강안에서 두께 160 m의 사평리 역암층은 조선 누층군 대석회암층군의 암회색 석회암 위에 놓여 있다. 사평리 역암의 최하부는 사암이나 이암이 전혀 포함되지 않고 자색(赭色)의 역암으로만 구성된다. 가곡면 향산리 지역의 사평리 역암층은 평안 누층군 고한층의 녹색 실트스톤 또는 사층리가 잘 발달된 사암 위에 놓이며 관계는 불명이다. 이 지역의 사평리 역암층은 응회질사암과 역암이 교대로 나타나며 응회질사암에는 미약한 층리가 발달한다. 현천교 부근의 사평리 역암층은 박층의 석회암을 협재하고 만항층으로 추정되는 지층 위에 부정합(부분적으로 단층)으로 놓인다. 하부로부터 두께 5.5 m의 역암, 26 m의 응회암, 7 m 이상의 역암으로 구성되고 이보다 더 상위의 역암은 강물에 잠겨 관찰되지 않으나 단양역에서 약 1 km 남쪽에 있는 터널 부근에 나타나 있다. 최하부의 역암은 장경이 10 m에 달하는 거대한 석회암 암괴들을 포함하고 있다. 영춘면 사지원리 하원부락의 사평리 역암층은 평안 누층군 도사곡층의 사암 위에 놓이며 두께 28 m의 역암 위에 두께 90 m 이상의 녹색~청회색 응회암대가 놓인다. 일부 지질도에는 반송층 분포지역에 석영반암이 관입한 것으로 표기되어 있는데 이는 석영반암이 아니라 사평리 역암층의 응회암이다. 사평리 역암에 들어 있는 석회암 쇄설암(clast)에서 방추충 화석 Ozawainella paratillgi, Ozawainella magna, Pseudostaffella gorskyi, Pseudostaffella kimi, Pseudostaffella dojensis, Neostaffella sphaeroidea, Neostaffella hanensis, Neostaffella papilioformis, Fusulinella jamesensis, Beedeina sp.과 코노돈트 화석 Hindeodella sp., Lonchodina? sp., Idiognathodus sp., Oistodus sp., 0repanodus sp., Scolopodus sp. 등이 산출되어 이 석회암 쇄설암들은 평안 누층군 만항층과 금천층 및 조선 누층군에서 유래한 것으로 해석된다.
전희영(1990)에 의하면 사평리층은 주로 역암으로 구성되며 사암과 셰일을 협재하고 조선 누층군과 평안 누층군을 부정합으로 덮는다. 역암의 석회암역의 시료에서 코노돈트 화석이 산출되었으며 이로부터 역암의 쇄설성역은 평안 누층군에서, 탄산염암역은 홍점층과 조선 누층군에서 유래한 것으로 해석되었다.

### 현천리층
현천리층(玄川里層, Hyeongcheonri Formation) 또는 현천리 셰일층은 단양군 단양읍 현천리에서 이름이 유래되었으며 사평리 역암층 위에 오는 흑색 이암~셰일 우세대로 구성된다. 현천리층에는 고각의 정단층과 저각의 충상단층 및 역전습곡이 발달한다. 단양읍 상진리의 남쪽 강변에서 두께 70~80 m인 현천리층은 흑색의 이암/셰일 또는 실트스톤으로 구성되며 수~수십 센티미터 두께의 정/역점이층리가 있는 사암이 협재된다. 현천리층의 흑색 이암/셰일에는 식물 화석이 산출되며 수 매의 무연탄층이 협재된다.
정창희(1971)에 의하면 현천리층은 사평리층을 정합으로 덮으며 사평리층이 없는 곳에서 평안 누층군이나 조선 누층군을 기저역암을 두고 부정합으로 덮기도 한다. 현천리층은 주로 암회색 셰일로 구성되며 회색 내지 백색의 사암과 탄층을 협재한다. 현천리층의 두께는 20~100 m이며 쥐라기의 식물화석이 포함된다. 전희영(1990)에 의하면 흑색 셰일이 우세하며 폭의 변화가 심하고 두께 150 m의 지층 내에 1~2매의 석탄층이 협재된다. Euestheria 식물화석의 산출에 근거하여 문경탄전의 보림층, 김포탄전의 통진층, 충남탄전의 아미산층과 백운사층에 대비된다.

### 덕천리층
덕천리층(德泉里層, Deokcheonri Formation) 또는 덕천리 사암층(德泉里 沙巖層, Deokcheonri Sandstone Formation)은 단양군 가곡면 덕천리에서 이름이 유래되었으며 이 상부의 지층은 발견되지 않았다.
정창희(1971)에 의하면 덕천리층은 현천리층을 정합으로 덮으며 주로 회백색의 사암으로 구성되고 간혹 암회색 셰일을 협재한다. 지층의 두께는 300 m 이상으로 습곡과 단층에 의해 반복되기도 한다. 덕천리층의 하부는 박층의 사암이 협재된 흑색 이암/셰일과 수~10 m 두께의 사암이 교호되며 상부는 수십 m 두께의 사암체와 그 사이에 개재되는 수 m 두께의 흑색 이암으로 구성된다. 적성면 애곡리의 덕천리층 하부는 흑색 셰일과 세립응회질사암으로 구성되며 흑색 이암이 협재된다. 단양읍 별곡리의 덕천리층 하부는 수 m 두께의 사암체들과 흑색 이암이 교호하며 역질사암과 역암을 포함한다. 덕천리층 상부의 이암에서도 드물게 식물화석이 산출된다.
전희영(1990)에 의하면 장석질사암이 우세하며 현천리층과의 경계는 점이적이고 각동 충상단층에 의해 조선 누층군과 직접 접한다. 두께 300 m의 덕천리층은 주로 회백색의 사암으로 구성되고 암회색의 셰일 및 사질셰일을 협재하는데 여기서 식물화석이 발견되었다.

### 정선 봉양리 쥐라기역암
정선 봉양리 쥐라기역암(旌善 鳳陽里 쥐라기礫岩)은 대한민국 강원특별자치도 정선군 정선읍 봉양리, 조양강에 있는 강원고생대국가지질공원의 지질유산이며 2019년 10월 2일 대한민국의 천연기념물 제556호로 지정되었다.
정선 봉양리 쥐라기역암은 중생대 쥐라기 시대에 만들어진 암석으로 대동 누층군에 해당하는 지층이다. 한반도의 옛 환경을 이해하는 데에도 매우 유용한 자료이며, 역암 퇴적층의 단면에서는 퇴적환경, 지질, 기후 등의 퇴적학적 특성을 입체적으로 관찰할 수 있어 국내 역암들을 대표할만한 자료이자 표본으로서 가치가 크다.
정선 봉양리 쥐라기역암은 자갈을 이루는 암석의 종류, 역의 모양과 크기, 고르기 등이 다양하게 관찰되며, 같은 시기에 생성된 우리나라의 역암 중 단연 보존상태가 양호한 편이다. 또한, 흐르는 물과의 마찰 때문에 모양들이 매우 아름답고 도로변에 가까이 분포해 누구나 쉽게 관찰할 수 있어 역암의 야외교과서 역할을 할 수 있는 국내의 대표적인 공간이 될 수 있을 것으로 기대된다.
정선 봉양리 쥐라기역암은 노두의 생성시기에 우리나라에 강한 조산 운동이 일어났음을 알려주는 중요한 증거이며, 역을 이루는 암석의 종류, 역의 모양과 크기, 역의 크기의 고르기 등이 다양하게 관찰되고 같은 시기에 생성된 우리나라의 역암 중 단연 보존상태가 양호하고 유수에 의한 마모로 인하여 가장 아름다워 지정가치가 크다.
정선 봉양리 쥐라기역암

### 단양읍 남한강변 노두
단양군 단양읍 상진리 산 58-1 (북위 36° 58′ 36.33″ 동경 128° 21′ 02.90″ / 북위 36.9767583°  동경 128.3508056° ), 남한강 도로변에는 부정합면과 반송층의 역암, 사암, 이암이 관찰되며 셰일층에서 식물화석이 다수 관찰되고 갑각류 화석도 드물게 산출된다. 가곡면 향산리 700 (북위 37° 03′ 17.08″ 동경 128° 25′ 21.09″ / 북위 37.0547444°  동경 128.4225250° )에는 평안 누층군 녹암층의 지층 위에 부정합으로 청회색의 응회질사암이 분포한다. 하천에 100 m 연장의 노두가 발달하며 이 노두는 향산리 3층석탑에서 하천을 따라 올라가면 찾을 수 있다. 단양읍 심곡리 산 38-1 (북위 36° 57′ 43.30″ 동경 128° 21′ 54.06″ / 북위 36.9620278°  동경 128.3650167° ) 지역에는 고생대 조선 누층군과 중생대 대동 누층군이 분포하며 두 암석의 관계가 단층인지 부정합인지는 명확히 알 수 없다. 노두의 왼쪽 남한강 방향의 암석이 응회암이며 반대쪽 소하천을 따라 석회질이암이 분포한다.
단양군 단양읍 상진리, 남한강 도로변의 대동 누층군
- 북위 36° 58′ 24.2″ 동경 128° 21′ 25.7″ / 북위 36.973389°  동경 128.357139°
- 북위 36° 58′ 25.5″ 동경 128° 21′ 24.5″ / 북위 36.973750°  동경 128.356806°
- 북위 36° 58′ 39.8″ 동경 128° 20′ 54.6″ / 북위 36.977722°  동경 128.348500°
- 북위 36° 58′ 41.9″ 동경 128° 20′ 52.5″ / 북위 36.978306°  동경 128.347917°
- 북위 36° 58′ 42.3″ 동경 128° 20′ 47.3″ / 북위 36.978417°  동경 128.346472°
- 북위 36° 58′ 43.1″ 동경 128° 20′ 48.9″ / 북위 36.978639°  동경 128.346917°
- 북위 36° 58′ 42.6″ 동경 128° 20′ 50.9″ / 북위 36.978500°  동경 128.347472°

### 무연탄
단양군 지역에는 평안 누층군과 대동 누층군에서 모두 무연탄이 산출된다. 봉양광업소(鳳陽鑛業所)는 단양군 가산면(佳山面) 가산리에 위치한다. 단양역에서 12 km 거리이며 과거 용두흑연광업소 소속이었던 것이 1962년 광성광업주식회사에서 인수하여 단양 지역 내에서 거의 유일한 무연탄 채굴 광산이다. 이 광산은 대동 누층군 반송층 내에 있는 함탄층(含炭層)을 채굴하며 생산량의 약 30%는 품질이 좋은 괴탄(塊炭)이다. 괴탄은 열량이 7,000 cal에 달하는 것도 있다.

## 식물화석
대동 누층군 반송층 내에서는 다음과 같은 식물화석이 확인되었다.
- Coniopteris hymenophylloides
- Cladophlebis raciborskii
- Cladophlebis denticulata
- Cladophlebis haiburnensis
- Cladophlebis nampoensis
- Cladophlebis argutula
- Cladophlebis kogendoensis
- Cladophlebis meniscoides
- Cladophlebis williamsoni
- Ctenis yamanarii
- Marattiopsis muensteri
- Ginkgoites sibirica
- Ginkgoites hermelini
- Annularipsis inopinata
- Equisetites ferganensis
- Pterophyllum nathorsti
- Pterophyllum subaequale
- Baiera lindleyana
- Baiera gracilis
- Baiera longifolia
- Sphenobaiera spectabilis
- Eretmophyllum saiganensis?
- Czekanowskia setacea
- Czekanowskia rigida
- Pityophyllum longifoliurn
- Podozamites lanceolatus
- Podozamites gracilis
- Schizolepis moelleri
- Phoennicopsis sp.
- Clenis sp.
- Elatocladus sp.
- Otozamites sp.

## 같이 보기
- 대동 누층군
- 충남탄전
  - 아미산층
- 한국의 지질
  - 영월군의 지질
  - 단양군의 지질
- 조선 누층군
- 평안 누층군